# Palicourea dimorphandroides
Palicourea dimorphandroides là một loài thực vật có hoa trong họ Thiến thảo. Loài này được (Dwyer) C.M.Taylor mô tả khoa học đầu tiên năm 1996.